# Greve na PUC-SP contra a nomeação da reitora Anna Cintra

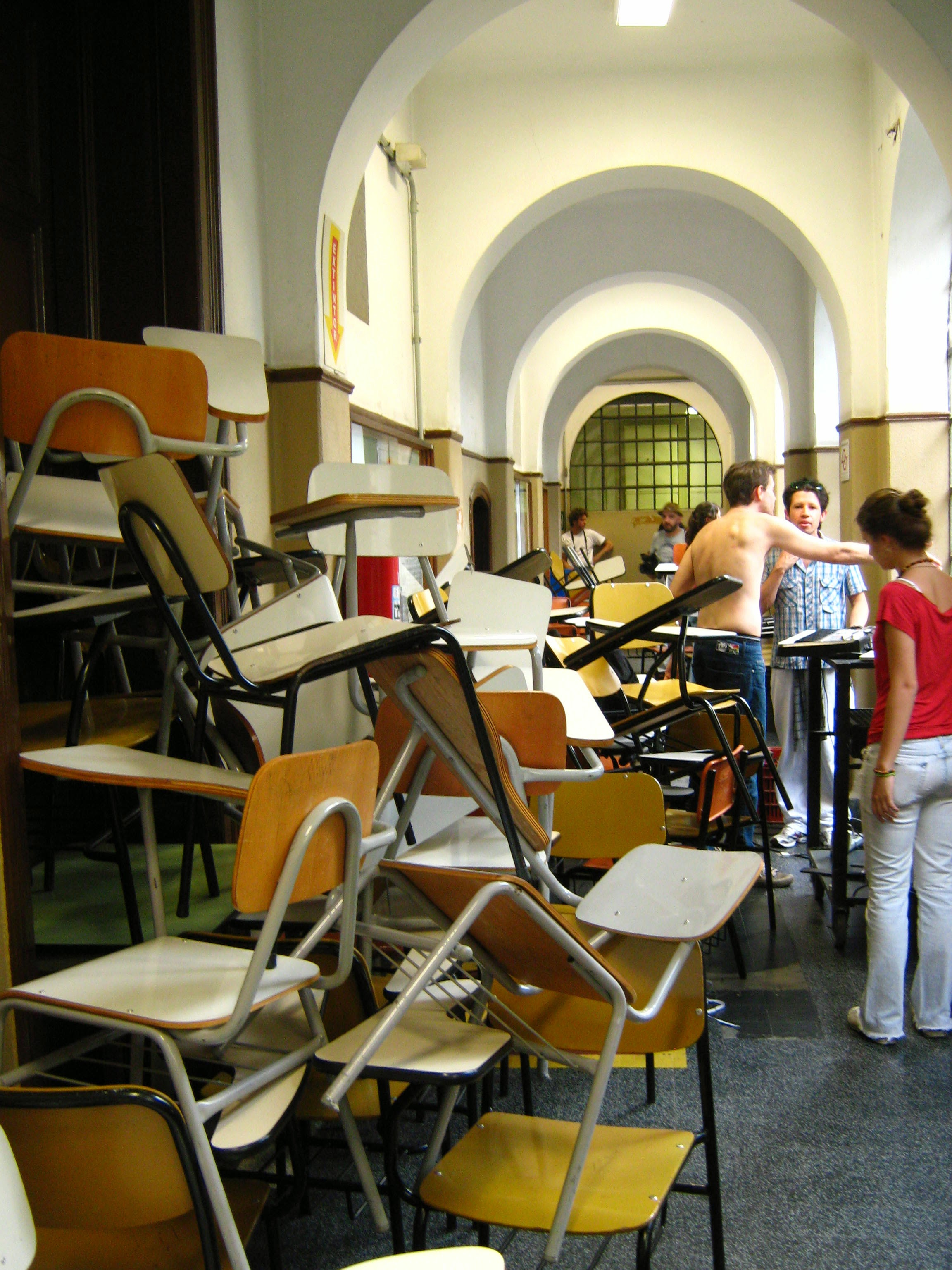
"Cadeiraço" durante a greve de 2012 na PUC-SP.

A Greve na PUC-SP contra a nomeação da Reitora Anna Maria Marques Cintra deu-se numa série de manifestações e protestos realizada por alguns alunos, professores e funcionários da Pontifícia Universidade Católica de São Paulo (PUC-SP). Teve início em novembro de 2012, quando o Cardeal,  Arcebispo de São Paulo e Grão-Chanceler da Universidade, Dom Odilo Pedro Scherer, nomeou a Professora Dra. Anna Maria Marques Cintra como nova Reitora da instituição, a despeito do fato de ela ter sido a 3° candidata mais votada pela comunidade.

## Antecedentes

### Termo de compromisso
Em 13 de agosto de 2012, os candidatos ao cargo de Reitor da PUC-SP assinaram um termo em que se comprometeram a recusar qualquer indicação ao cargo caso não ficassem em primeiro lugar. Isto porque o Grão-Chanceler da universidade, Dom Odilo Scherer, possui a competência para indicar qualquer um dos nomes que lhe for apresentado de uma lista tríplice conforme o Estatuto da PUC-SP. Entretanto, tradicionalmente, todas as nomeações até então serviram apenas para convalidar a opinião da votação em que participam alunos, professores e funcionários. É verdade que não se trata de "votação", mas de consulta à comunidade para que o Grão-Chanceler possa nomear o Reitor. Este é o termo que o Conselho Universitário escolheu para compor o Estatuto da PUC-SP.
Art. 28 - São atribuições do Grão-Chanceler:

[...]

II - escolher e nomear o Reitor, dentre os professores de uma lista tríplice organizada e encaminhada pelo Conselho Universitário, nos termos dos arts. 15, inciso XXII e 29 deste Estatuto. Predefinição:Código da língua original

### Primeiro resultado
Divulgado em 30 de agosto de 2012, a chapa vencedora do pleito foi "Autonomia e Excelência Universitárias", cujo candidato a reitor e vice eram, respectivamente, Dirceu de Mello (reeleito) e Marcela Peçanha.
1. Dirceu de Mello - Vice: Marcela Peçanha (8.267,75 votos ponderados)
2. Francisco Serralvo - Vice: Ana Bock (7.538,82 votos ponderados)
3. Anna Maria Marques Cintra - Vice: José Eduardo Martinez (6.037,17 votos ponderados)

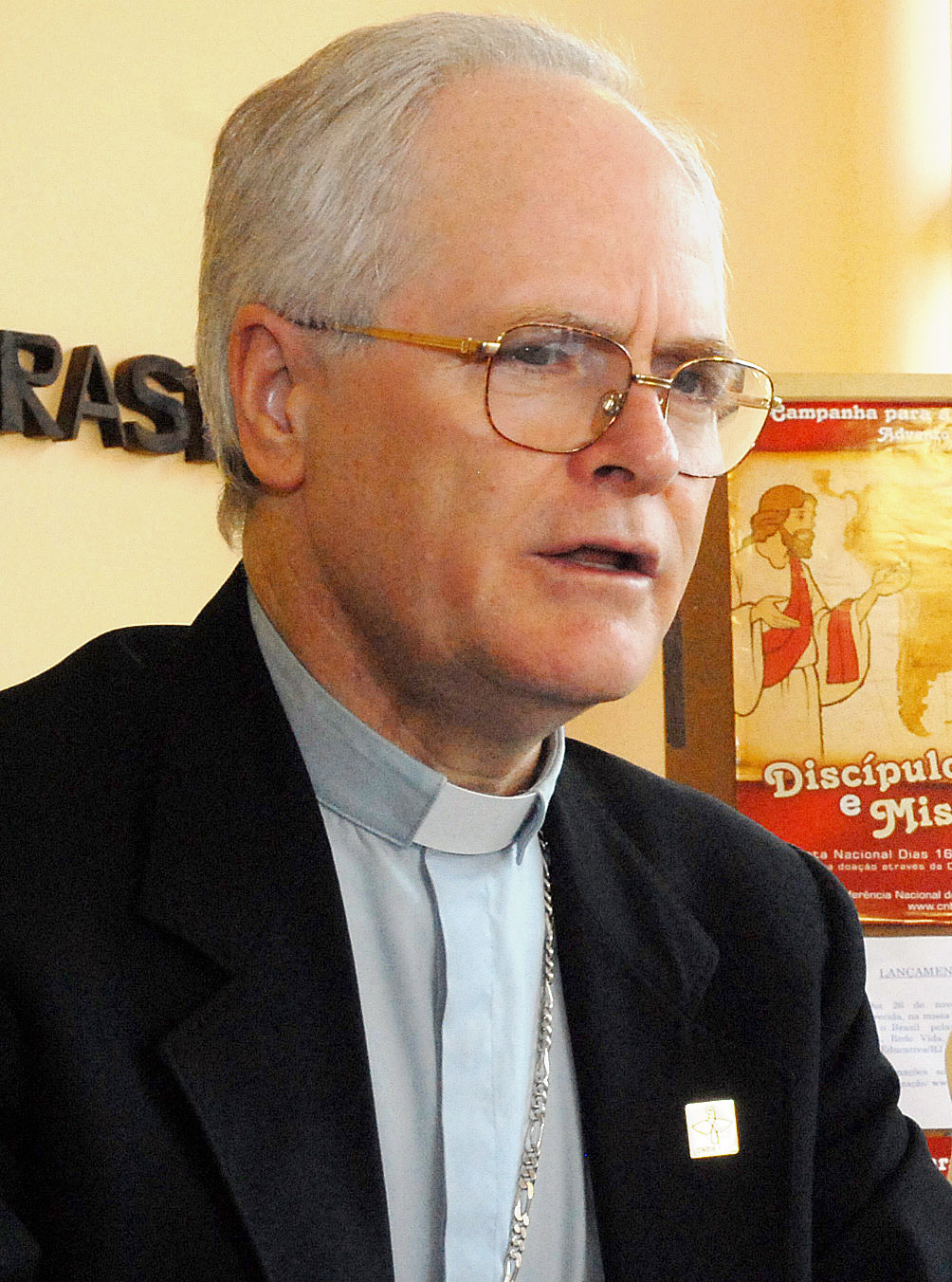
Cardeal e Arcebispo de São Paulo, Dom Odilo Pedro Scherer. 5° Grão-Chanceler da PUC-SP.

Em virtude da desconsideração de mais de 300 cédulas de funcionários por falta de assinatura, a chapa "A PUC vale a pena" questionou o resultado da eleição em recurso ao Conselho Universitário, pedindo uma nova votação para o segmento dos funcionários. O recurso interposto em 31 de Agosto de 2012 acarretou na contabilização destes votos no resultado geral das eleições.

### Homologação do resultado
O resultado das eleições foi homologado pelo Conselho Universitário na manhã do dia 20 de Setembro, apontando como resultado final:
1. Dirceu de Mello - Vice: Marcela Peçanha (8.382,97 votos ponderados)
2. Francisco Serralvo - Vice: Ana Bock (6.785,59 votos ponderados)
3. Anna Maria Marques Cintra - Vice: José Eduardo Martinez (6.641,61 votos ponderados)

### Nomeação
Pela primeira vez desde que o sistema de eleição foi implementado na universidade, o candidato à reitoria mais votado, isto é, com o maior numero de indicações, não foi escolhido pelo Cardeal-Arcebispo Scherer, que optou por indicar a Dra. Anna Cintra. Ela assumiu o cargo, apesar de ter assinado o termo se comprometendo a só assumir se fosse a mais votada.

## A greve

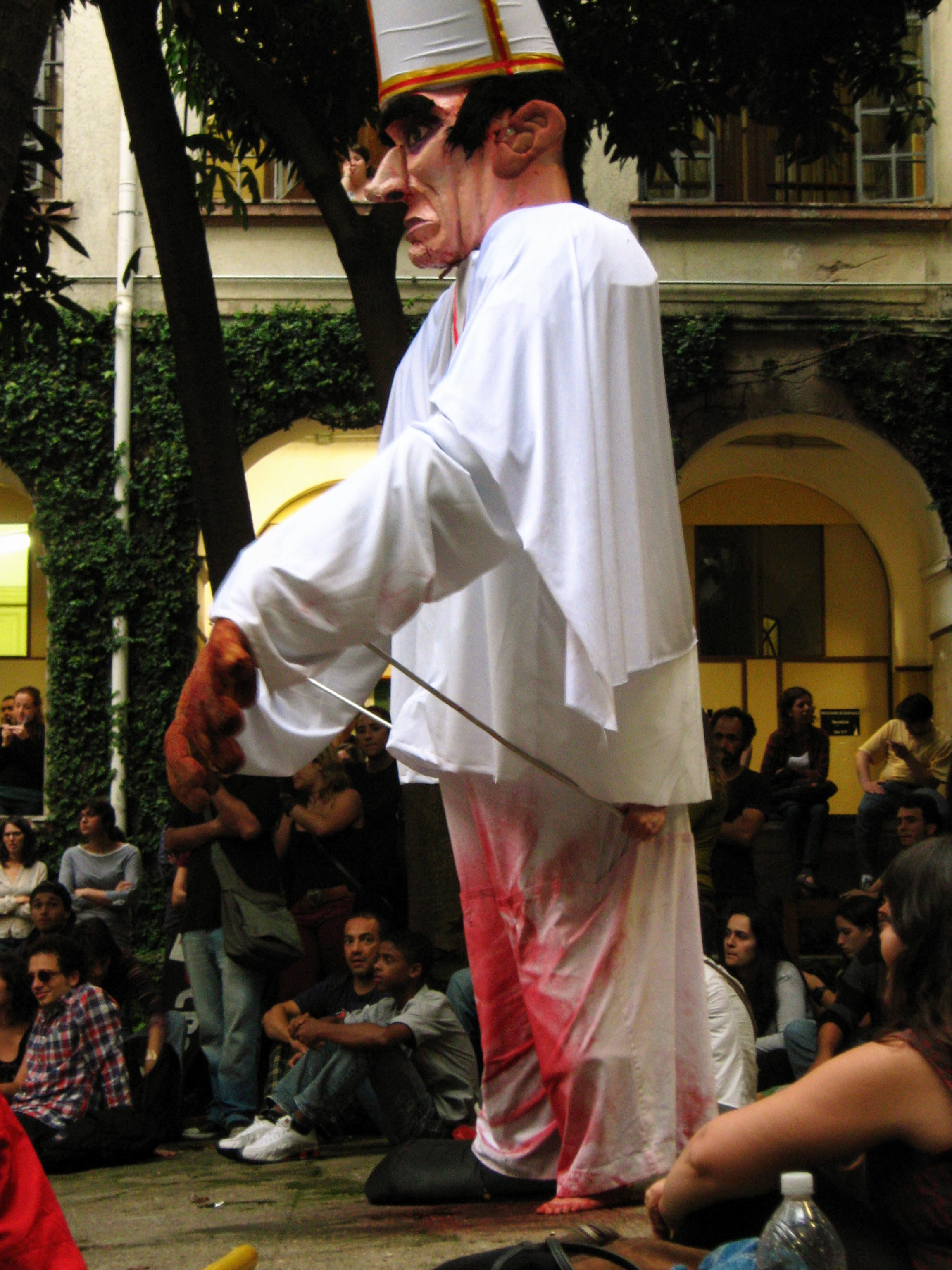
Intervenção feita pelo Teatro Oficina, junto com José Celso, na PUC-SP durante a greve geral contra a reitora Anna Cintra.

A decisão do cardeal foi recebida com insatisfação por grande parte de alunos e professores, que entraram em greve por tempo indeterminado e realizaram manifestações em resposta à nomeação de Anna Cintra. No dia 30 de novembro, ela tentou entrar na reitoria para tomar posse, mas foi barrada por um grupo de estudantes, que cercaram tanto ela quanto seus seguranças, que então conduziram a nova reitora a um táxi próximo. No dia 19 de dezembro, por decisão judicial de primeira instancia, o mandato Anna Cintra foi suspenso e uma multa de R$ 10.000,00 (dez mil reais) por ato, foi fixada para PUC-SP e Fundação São Paulo caso a liminar da justiça fosse descumprida. Em 21 de dezembro, Anna Cintra deixou a reitoria da PUC-SP em cumprimento a ordem judicial. Contudo, dois dias depois, em 23 de dezembro, ela foi reconduzida ao cargo por decisão do Tribunal de Justiça de São Paulo.
Em uma das manifestações mais notáveis, em 28 de novembro, o diretor de teatro José Celso Martinez Corrêa organizou um ato no qual um boneco representando o Papa Bento XVI foi esquartejado. Em junho de 2013, ele foi intimado a depor à polícia sobre o caso.

## Pós-greve
Em fevereiro de 2013, uma cerca de arame laminado foi instalada no portão de entrada da universidade na rua Monte Alegre. Os alunos, revoltados com a medida, removeram a cerca e a colocaram na porta de entrada da reitoria. A reitoria afirma que instalou a cerca "dentro de um contexto mais amplo, que visa à melhoria das condições de segurança da comunidade".
Ainda em fevereiro, a reitora publicou um ato no qual proíbe quaisquer "manifestações e eventos públicos" nas dependências da universidade sem autorização prévia. O ato foi revogado uma semana depois.
Hoje a Universidade vive dias de normalidade e a demanda judicial continua ocorrendo e contou com mais uma decisão favorável à nomeação da professora Anna Maria Cintra.
A greve de 2012 foi julgada abusiva pelo tribunal superior do trabalho em 2014.
Em julho de 2014, Anna Cintra iniciou uma investigação interna para esclarecer a ligação de três professores da universidade na apresentação teatral de Zé Celso. Se fosse comprovada a participação dos docentes, poderiam sofrer desde advertências até expulsões. Após mobilização de alunos, professores e de uma carta internacional assinada por intelectuais de várias partes do mundo, o processo contra os professores do Departamento de Filosofia, Jonnefer Barbosa, Peter Pál Pelbart e Yolanda Gamboa Muñoz  foi arquivado.
Em 21 de outubro de 2016, o Tribunal Superior do Trabalho (TST) reconheceu e reafirmou a ilegalidade da greve de 2012 promovida por alunos, professores e funcionários. Ainda segundo o Tribunal, a paralisação consistiu, na realidade, em um movimento de caráter político, o que configura a abusividade do ocorrido, possibilitando a compensação dos dias não trabalhados pelos grevistas. Dessa forma, mais uma vez, restou legitimada a decisão tomada pelo Cardeal-Arcebispo de São Paulo e Grão-Chanceler da PUC-SP, Dom Odilo Pedro Scherer, quando da escolha da Reitora naquela ocasião, com base no Estatuto da Universidade e no Estatuto da Fundação São Paulo (FUNDASP).

## Eleição para a gestão de 2016-2020

### Chapas
Em junho de 2016, mesmo ano em que a instituição completa 70 anos, realizou-se a consulta à comunidade que buscava direcionar o desejo dos integrantes da PUC-SP por quem iria compor a gestão para o quadriênio 2016-2020 da Reitoria. Quatro chapas se inscreveram, entre elas: A PUC pode mais, composta pela Profa. Dra. Maria Amalia Pie Abib Andery (Pró-Reitora da gestão de Anna Cintra) e pelo Prof. Dr. Fernando Antonio Almeida; Nadir Kfouri, composta pelo Prof. Dr. Jorge Claudio Noel Ribeiro Jr. e pelo Prof. Dr. Cassiano Terra Rodrigues; Diálogo, Conhecimento, Humanização, composta pelo Pe. Antonio Manzatto e pelo Prof. Dr. Daniel Couto Gatti e; PUC Sempre!, composta pelo Prof. Dr. Francisco Antonio Serralvo e pela Profa. Dra. Fabiola Marques.

### Resultado
A apuração aconteceu logo após o encerramento da votação, na noite do dia 10 de junho e no campus Monte Alegre, sede da Universidade.
1. Maria Amalia Pie Abib Andery - Vice: Fernando Antonio Almeida (1051,73 votos ponderados)
2. Antonio Manzatto - Vice: Daniel Couto Gatti (959,24 votos ponderados)
3. Francisco Antonio Serralvo - Vice: Fabiola Marques (525,80 votos ponderados)
4. Jorge Claudio Noel Ribeiro Jr. - Vice: Cassiano Terra Rodrigues (86,77 votos ponderados); não foi para a lista-tríplice

No total, votaram em alguma das quatro chapas 5608 alunos, 1117 professores e 1113 funcionários. A ata final de apuração foi enviada ao Conselho Universitário (CONSUN) para homologação do resultado no dia 15 de junho. Já a organização da lista-tríplice, contendo os três mais votados, foi mandada ao Grão-Chanceler em 20 de junho.

### Nomeação
No dia 5 de setembro, foi anunciado que a Profa. Dra. Maria Amalia, mais votada no processo de consulta à comunidade puquiana e também Pró-Reitora de Pós-Graduação da gestão de Anna Maria Cintra, foi a escolhida da lista-tríplice pelo Cardeal-Arcebispo Dom Odilo Scherer, que desta vez decidiu por seguir a ordem dada pela eleição. A escolha do primeiro colocado foi realizada fundamentalmente por dois fatores: o equilíbrio financeiro da instituição, que conquistou seu primeiro ano não deficitário desde a década de 80, e a continuidade da gestão, já que a eleita é membro da chapa escolhida em 2012. A escolha da mesma pela comunidade indicou um contentamento por parte dos alunos, professores e funcionários, pelas ações de austeridade tomadas pela Reitora Cintra.

Dra. Maria Amalia e seu vice, Dr. Fernando Antonio, tomaram posse na noite do dia 28 de novembro de 2016 em cerimônia solene realizada na Paróquia Imaculado Coração de Maria, informalmente chamada de Capela da PUC, e no  Teatro da Pontifícia Universidade Católica de São Paulo, o TUCA.